# Apostolisk nuntiatur

Heliga stolens diplomatiska relationer
Direkta diplomatiska relationer
Indirekta diplomatiska relationer
Diplomatiska relationer saknas

Apostolisk nuntiatur är en diplomatisk beskickning från Heliga stolen. Även om Heliga stolen inte är en stat betraktas nuntiaturen som en diplomatisk beskickning på samma nivå som en ambassad, snarare än som en ständig representation vid en internationell organisation.
Stater som önskar diplomatiska relationer med påven sänder inte sina ambassadörer till Vatikanstaten, utan till Heliga stolen. Enligt Wienkonventionen tillerkänns den apostoliske nuntien samma rang som en ambassadör. Den apostoliska nuntiaturen i Sverige ligger i Djursholm.